# 第281警備師 (德國國防軍)
第281警備師（德語：281. Sicherungs-Division）是納粹德國國防軍陸軍的一個警備師。該師於1941年3月組建。
該師組建後，一直在東線後方，進行反遊擊作戰。
該師於1944年9月開始，調至前線作戰，並在同年10月改編為第281步兵師（德語：281. Infanterie-Division），繼續在東線作戰。
該師最後於1945年5月在奧得河向盟軍投降。

## 註腳
1. ↑  Mitcham（2007年）